# 양재고등학교
양재고등학교(良才高等學校)는 대한민국 서울특별시 서초구 서초동에 위치한 강남 8학군 공립 고등학교이다. 교명의 한자어는 양재라는 지명을 의미하지만, 양질의 인재(良才•양재)를 뜻하기도 한다. 강남구와 서초구 소재의 양재역, 서초구청, 국립외교원과 연결되어 있다.

## 학교 연혁
- 1990년 1월 20일 : 학교 설립인가(42학급, 서울특별시강남교육청)
- 1990년 3월 1일 : 제1대 김화곤 교장 부임
- 1990년 3월 3일 : 제1회 입학식(14학급 763명, 강남구 도곡중학교 교정)
- 1990년 11월 7일 : 신축교사로 이전(서초구 양재동 현재 교정)
- 1999년 7월 17일 : 강당 겸 체육관 준공
- 2002년 7월 19일 : 정보센터 준공
- 2010년 8월 20일 : 웰빙센터(급식동) 준공
- 2022년 1월 26일 : 제30회 졸업식(270명, 연 14,991명)
- 2022년 3월 1일 : 제12대 고종애 교장 취임
- 2022년 3월 2일 : 제33회 입학식(11학급 290명)
- 2025년 2월 10일 : 제33회 졸업식
- 2025년 3월 1일 : 제13대 양영희 교장 취임
- 2025년 3월 4일 : 제36회 입학식(10학급 256명)

## 참고 자료
- 양재고등학교 - 한국교육학술정보원 학교알리미